# کلود لو بر
کلود لو بر (فرانسوی: Claude Le Ber‎; ۷ ژوئن ۱۹۳۱ – ۱۴ ژوئیهٔ ۲۰۱۶) دوچرخه‌سوار اهل فرانسه بود.